# Curtiss XBT2C
Le Curtiss XBT2C est avion militaire américain construit à la fin de la Seconde Guerre mondiale mais qui ne fut jamais utilisé en opération ni produit en série. Il était destiné à servir à bord des porte-avions de l'US Navy.

## Historique

### Développements
En décembre 1943 l'US Navy annonça son intention de disposer d'un nouvel avion embarqué chargé de missions de bombardements et de torpillage destiné à servir principalement sur le théâtre d'opérations du Pacifique. L'avion en question devait obligatoirement être un monoplace et avoir comme propulseur un moteur en étoile.
Trois constructeurs y répondirent : Curtiss, Douglas, et Martin. Du fait des missions données à ces avions ils reçurent les désignations respectives de BT2C, BT2D, et BTM.
Les ingénieurs de Curtiss tirèrent en partie les enseignements de l'échec du BTC pour concevoir le BT2C. Pour la motorisation ils conservèrent le Wright R-3350-24 en étoile du BTC-1 mais abandonnèrent le principe du doublet d'hélices contrarotatives au profit d'une hélice quadripale plus classique.

### Essais

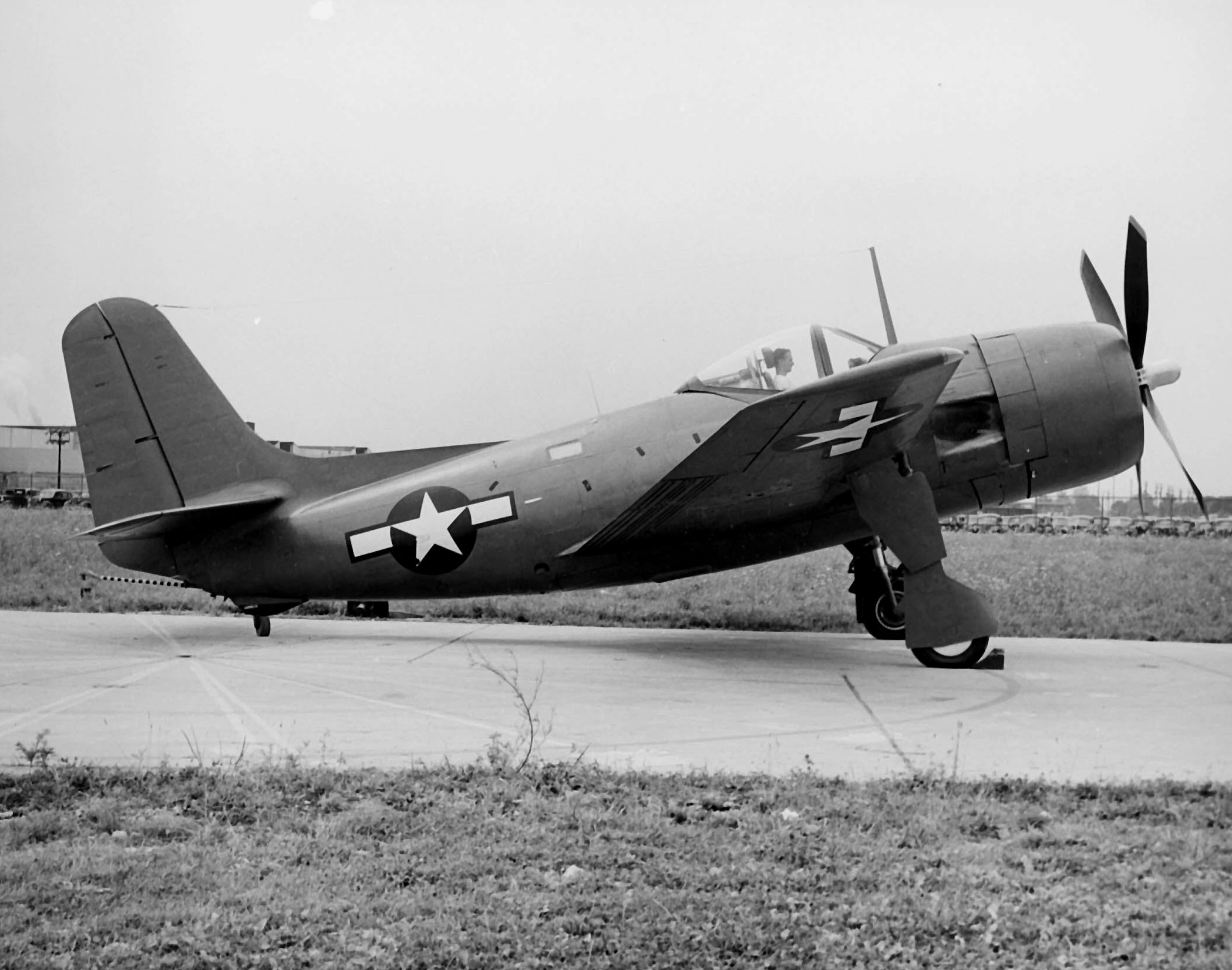
Curtiss BT2C vu au roulage.

Le premier prototype fit ses essais de roulage en mars 1945, tandis que le premier vol intervint en août de la même année. À cette époque le Martin BTM avait déjà volé depuis un an et le Douglas BT2D depuis quelques mois. L'avenir du BT2C se présentait donc mal.
Les essais en vol se déroulèrent sur la base aéronavale américaine de Patuxent River. À l'issue de ceux-ci en octobre 1945 huit avions de présérie du BT2C furent commandés pour divers tests.
Cependant en avril 1946 le contrat fut officiellement rompu, et les neuf avions envoyés chez un ferrailleur.
Il est à noter que les Douglas BT2D et Martin BTM ont eux connu la construction en série sous les désignations respectives d'AD Skyraider et AM Mauler. Entre-temps leur définition avait mué afin d'en faire des avions d'attaque au sol.

## Aspects techniques

### Description
Le Curtiss BT2C se présente sous la forme d'un monoplan à aile basse cantilever monomoteur. Sa propulsion fait appel à un moteur en étoile Wright d'une puissance de 2 500 chevaux. Il dispose d'un train d'atterrissage classique escamotable et d'une crosse d'appontage rétractable sous l'empennage monodérive. Le cockpit monoplace possède une verrière dite en forme de goutte d'eau.
L'armement de l'avion reposait sur deux canons mitrailleurs de calibre 20 mm dans les ailes et sur une charge externe de bombes ou de torpilles à concurrence de 1 800 kg.